# Tetranchyroderma schizocirratum
Tetranchyroderma schizocirratum is een buikharige uit de familie Thaumastodermatidae. Het dier komt uit het geslacht Tetranchyroderma. Tetranchyroderma schizocirratum werd in 2002 voor het eerst wetenschappelijk beschreven door Chang, Kubota & Shirayama. 